# Heredabilidad del cociente intelectual
La investigación sobre la heredabilidad del cociente intelectual indaga sobre el grado de variación del CI dentro de una población que se debe a la variación genética entre los individuos de esa población. Ha habido una gran controversia en la comunidad académica sobre la heredabilidad del CI desde que comenzó la investigación sobre el tema a finales del siglo XIX. La inteligencia en el rango normal es un rasgo poligénico, lo que significa que está influenciada por más de un gen, en este caso por al menos 500 genes. Además, explicar la similitud en el CI de personas estrechamente relacionadas requiere un estudio cuidadoso porque los factores ambientales pueden estar correlacionados con factores genéticos.
Los primeros estudios de gemelos en individuos adultos han hallado una heredabilidad del CI de entre el 57% y el 73% y algunos estudios recientes muestran una heredabilidad del CI de hasta el 80%. El CI pasa de estar débilmente correlacionado con la genética en los niños a estar fuertemente correlacionado con la genética al final de la adolescencia y en los adultos. La heredabilidad del CI aumenta con la edad del niño y alcanza un máximo a los 14-16 años, manteniéndose en ese nivel hasta bien entrada la edad adulta. Sin embargo, se sabe que un entorno prenatal deficiente, la malnutrición y las enfermedades tienen efectos nocivos de por vida.
Aunque se ha demostrado que las diferencias de CI entre individuos tienen un gran componente hereditario, no se puede deducir que las disparidades de CI entre grupos tengan una base genética. El consenso científico es que la genética no explica las diferencias medias de rendimiento en las pruebas de CI entre grupos raciales.

## Heredabilidad y consideraciones
La heredabilidad es una estadística utilizada en los campos de la cría y la genética que estima el grado de variación de un rasgo fenotípico en una población que se debe a la variación genética entre los individuos de esa población. El concepto de heredabilidad puede expresarse en forma de la siguiente pregunta “¿Cuál es la proporción de la variación en un rasgo dado dentro de una población que no se explica por el medio ambiente o el azar?”.
Las estimaciones de heredabilidad toman valores que van de 0 a 1; una estimación de heredabilidad de 1 indica que toda la variación del rasgo en cuestión es de origen genético y una estimación de heredabilidad de 0 indica que ninguna de las variaciones es genética. La determinación de muchos rasgos puede considerarse principalmente genética en condiciones ambientales similares. Por ejemplo, un estudio de 2006 descubrió que la estatura adulta tiene una heredabilidad estimada de 0,80 cuando se analiza únicamente la variación de la estatura dentro de familias en las que el entorno debería ser muy similar. Otros rasgos tienen estimaciones de heredabilidad más bajas, lo que indica una influencia ambiental relativamente mayor. Por ejemplo, un estudio de gemelos sobre la heredabilidad de la depresión en los hombres la estimó en 0,29, mientras que en las mujeres fue de 0,42 en el mismo estudio.

### Consideraciones
Al interpretar la heredabilidad hay que tener en cuenta una serie de aspectos:
- La heredabilidad mide la proporción de variación de un rasgo que puede atribuirse a los genes y no la proporción de un rasgo causada por los genes. Así, si el entorno relevante para un rasgo dado cambia de forma que afecte a todos los miembros de la población por igual, el valor medio del rasgo cambiará sin que cambie su heredabilidad (porque la variación o las diferencias entre los individuos de la población seguirán siendo las mismas). Esto es lo que ha ocurrido con la estatura: la heredabilidad de la estatura es alta, pero la estatura media sigue aumentando.[25] Por tanto, incluso en los países desarrollados, una alta heredabilidad de un rasgo no significa necesariamente que las diferencias medias entre grupos se deban a los genes.[25][26] Algunos han ido más lejos y han utilizado la estatura como ejemplo para argumentar que «incluso los rasgos altamente heredables pueden ser fuertemente manipulados por el entorno, por lo que la heredabilidad tiene poco o nada que ver con la controlabilidad.[27]
- Un error común es suponer que una cifra de heredabilidad es necesariamente inmutable. El valor de la heredabilidad puede cambiar si se altera sustancialmente el impacto del entorno (o de los genes) en la población.[25] Si aumenta la variación ambiental a la que se enfrentan los distintos individuos, la cifra de heredabilidad disminuiría. En cambio, si todos tuvieran el mismo entorno, la heredabilidad sería del 100%. La población de los países en vías de desarrollo suele tener entornos más diversos que la de los países desarrollados. Esto significaría que las cifras de heredabilidad serían más bajas en los países en vías de desarrollo. Otro ejemplo es la fenilcetonuria, que antes causaba retraso mental a todos los que padecían este trastorno genético y, por tanto, tenía una heredabilidad del 100%. Hoy en día, se puede prevenir siguiendo una dieta modificada, lo que se traduce en una menor heredabilidad.[28]
- Una alta heredabilidad de un rasgo no significa que no intervengan efectos ambientales como el aprendizaje. El tamaño del vocabulario, por ejemplo, es muy heredable (y está muy correlacionado con la inteligencia general) aunque cada palabra del vocabulario de un individuo se aprende. En una sociedad en la que hay muchas palabras disponibles en el entorno de todo el mundo, sobre todo para los individuos que están motivados para buscarlas, el número de palabras que los individuos aprenden realmente depende en gran medida de sus predisposiciones genéticas y, por tanto, la heredabilidad es alta.[25]
- Dado que la heredabilidad aumenta durante la infancia y la adolescencia, e incluso se incrementa en gran medida entre los 16 y los 20 años y la edad adulta, hay que ser cauteloso a la hora de extraer conclusiones sobre el papel de la genética y el entorno a partir de estudios en los que no se realiza un seguimiento de los participantes hasta que son adultos. Además, puede haber diferencias en cuanto a los efectos sobre el factor g y sobre los factores no g, ya que posiblemente sea más difícil influir sobre el factor g y las intervenciones ambientales afecten de forma desproporcionada a los factores no g.[29]
- Los rasgos poligénicos suelen ser menos heredables en los extremos. Por definición, es más probable que un rasgo heredable aparezca en la descendencia de dos progenitores con un alto nivel de ese rasgo que en la descendencia de dos progenitores elegidos al azar. Sin embargo, cuanto más extrema es la expresión del rasgo en los padres, menos probable es que el hijo muestre el mismo extremo que los padres. Al mismo tiempo, cuanto más extrema es la expresión del rasgo en los padres, más probable es que el hijo exprese el rasgo en absoluto. Por ejemplo, es probable que el hijo de dos padres extremadamente altos sea más alto que la persona media (mostrando el rasgo), pero es poco probable que sea más alto que los dos padres (mostrando el rasgo en el mismo extremo). Véase también regresión a la media.[30][31]

## Estimaciones
Diversos estudios han estimado la heredabilidad del CI entre 0,7 y 0,8 en adultos y 0,45 en niños en Estados Unidos. Se ha observado que las estimaciones de heredabilidad aumentan a medida que los individuos envejecen. Las estimaciones de heredabilidad en la infancia son tan bajas como 0,2, en torno a 0,4 en la infancia media y tan altas como 0,8 en la edad adulta. El cerebro experimenta cambios morfológicos en el desarrollo, lo que sugiere que los cambios físicos relacionados con la edad podrían contribuir a este efecto.
Un artículo publicado en 1994 en la revista Behavior Genetics, basado en un estudio de gemelos monocigóticos y dicigóticos suecos, descubrió que la heredabilidad de la muestra alcanzaba el 0,80 en la capacidad cognitiva general; sin embargo, también varía según el rasgo, con un 0,60 para las pruebas verbales, un 0,50 para las pruebas espaciales y de velocidad de procesamiento y un 0,40 para las pruebas de memoria. En cambio, estudios de otras poblaciones estiman una heredabilidad media de 0,50 para la capacidad cognitiva general.
En 2006, David Kirp, que escribía en la revista The New York Times Magazine, resumió un siglo de investigaciones de la siguiente manera: “Aproximadamente tres cuartas partes de las diferencias de cociente intelectual entre individuos son atribuibles a la herencia”.

### Entorno familiar compartido
Hay algunos efectos derivados de la familia en el CI de los niños, que suponen hasta una cuarta parte de la varianza. Sin embargo, los estudios sobre adopción muestran que, en la edad adulta, los hermanos adoptivos no son más parecidos en CI que los extraños, mientras que los hermanos adultos muestran una correlación de CI de 0,24. Sin embargo, algunos estudios sobre gemelos criados por separado (por ejemplo, Bouchard, 1990) revelan una influencia ambiental compartida significativa, de al menos el 10% en la edad adulta tardía. Judith Rich Harris sugiere que esto podría deberse a supuestos sesgados en la metodología de los estudios clásicos sobre gemelos y adopción.
Hay aspectos del entorno que los miembros de la familia tienen en común (por ejemplo, las características del hogar). Este entorno familiar compartido representa entre el 0,25 y el 0,35 de la variación del CI en la infancia. Al final de la adolescencia es bastante bajo (cero en algunos estudios). Existe un efecto similar para otros rasgos psicológicos. Estos estudios no han analizado los efectos de entornos extremos, como el caso de las familias abusivas.
El informe Intelligence: Knowns and Unknowns (1996) de la Asociación Estadounidense de Psicología (APA, American Psychological Association) afirma la necesidad de un cierto nivel mínimo de cuidado responsable para el normal desarrollo infantil. Los entornos con graves carencias, negligentes o abusivos afectan negativamente a diversos aspectos del desarrollo, incluido el crecimiento intelectual. Más allá de este umbral mínimo, la influencia de la experiencia familiar en el desarrollo infantil es controvertida. Variables como los recursos del hogar y el uso del lenguaje por parte de los padres están correlacionadas con las puntuaciones de CI de los niños; sin embargo, estas correlaciones pueden estar influidas tanto por factores genéticos como ambientales. El grado en que la varianza en el cociente intelectual se debe a diferencias entre familias, en comparación con las distintas experiencias de los diferentes niños dentro de la misma familia, es objeto de debate. Estudios recientes sobre gemelos y adopción indican que el efecto del entorno familiar compartido es significativo en la primera infancia, pero disminuye sustancialmente al final de la adolescencia. Estos resultados sugieren que las diferencias en los estilos de vida familiares, aunque potencialmente importantes para muchos aspectos de la vida de los niños, tienen escasa repercusión a largo plazo en las aptitudes que miden los test de inteligencia. 

### Entorno familiar no compartido y entorno extrafamiliar
Aunque los padres tratan a sus hijos de forma diferente, ese trato diferenciado sólo explica una pequeña parte de la influencia ambiental no compartida. Una posibilidad es que los niños reaccionen de forma diferente al mismo entorno debido a genes diferentes. Es más probable que influyan los compañeros y otras experiencias ajenas a la familia. Por ejemplo, los hermanos que crecen en el mismo hogar pueden tener amigos y profesores distintos e incluso contraer enfermedades diferentes. Este factor puede ser una de las razones por las que las correlaciones de las puntuaciones de CI entre hermanos disminuyen a medida que crecen.

### Malnutrición y enfermedades
Algunos trastornos metabólicos monogenéticos pueden afectar gravemente a la inteligencia. La fenilcetonuria es un ejemplo, con publicaciones que documentan la capacidad de la fenilcetonuria tratada para reducir 10 puntos de CI de media. Los metaanálisis han descubierto que los factores ambientales, como la deficiencia de yodo, pueden provocar grandes reducciones del CI medio; se ha demostrado que la deficiencia de yodo produce una reducción de 12,5 puntos de CI de media.

### Heredabilidad y estatus socioeconómico
El informe de la APA Intelligence: Knowns and Unknowns (Inteligencia: Lo conocido y lo desconocido) de 1996 también afirmaba que:
Hay que señalar, sin embargo, que las familias de bajos ingresos y no blancas están escasamente representadas en los estudios de adopción existentes, así como en la mayoría de las muestras de gemelos. Por tanto, aún no está claro si estos estudios son aplicables al conjunto de la población. Es posible que, en toda la gama de ingresos y etnias, las diferencias entre familias tengan consecuencias más duraderas para la inteligencia psicométrica.
Un estudio (1999) de Capron y Duyme sobre niños franceses adoptados entre los cuatro y los seis años examinó la influencia del nivel socioeconómico. La media inicial del cociente intelectual de los niños era de 77, lo que los situaba cerca del retraso. La mayoría sufrieron malos tratos o abandono cuando eran infantes y luego fueron trasladados de una casa de acogida o institución a otra. Nueve años después de la adopción, cuando tenían una media de 14 años, volvieron a realizar las pruebas de CI y todos mejoraron. La mejora estaba directamente relacionada con el nivel socioeconómico de la familia adoptiva. “Los niños adoptados por granjeros y obreros tenían un CI medio de 85,5; los adoptados por familias de clase media tenían un CI medio de 92. Las puntuaciones medias de CI de los jóvenes colocados en hogares acomodados subieron más de 20 puntos, hasta 98”.
Stoolmiller (1999) argumentó que la diversidad de entornos en los estudios previos sobre adopción era limitada. Las familias adoptivas tienden a ser más similares en, por ejemplo, el nivel socioeconómico que la población general, lo que sugiere una posible subestimación del papel del entorno familiar compartido en estudios anteriores. Las correcciones para la restricción del rango de entornos en los estudios de adopción indicaron que el nivel socioeconómico podría explicar hasta el 50% de la varianza en el CI.
Por otro lado, el genetista conductual, Matt McGue y sus colegas (2007) examinaron el efecto de este hecho y escribieron que “la restricción en el rango de la psicopatología desinhibidora de los padres y el nivel socioeconómico de la familia no tenían ningún efecto en las correlaciones entre hermanos adoptivos [en] el CI”.
Turkheimer y sus colegas (2003) argumentaron que las proporciones de la varianza del CI atribuibles a los genes y al entorno varían con el nivel socioeconómico. Descubrieron que en un estudio sobre gemelos de siete años, en las familias empobrecidas, el 60% de la varianza en el CI de la primera infancia se explicaba por el entorno familiar compartido y la contribución de los genes es cercana a cero; en las familias acomodadas, el resultado es casi exactamente el inverso.
En contraste con Turkheimer (2003), un estudio de Nagoshi y Johnson (2005) concluyó que la heredabilidad del CI no variaba en función del nivel socioeconómico de los padres en las 949 familias de ascendencia caucásica y 400 familias de ascendencia japonesa que participaron en el Estudio de Cognición Familiar de Hawái.
Asbury y sus colegas (2005) estudiaron el efecto de los factores de riesgo ambientales sobre la capacidad verbal y no verbal en una muestra nacional representativa de gemelos británicos de 4 años. No hubo ninguna interacción estadísticamente significativa para la capacidad no verbal, pero se observó que la heredabilidad de la capacidad verbal era mayor en entornos de bajo y alto riesgo socioeconómico.
Harden, Turkheimer y Loehlin (2007) investigaron a adolescentes, la mayoría de 17 años, y descubrieron que entre las familias con ingresos más altos las influencias genéticas explicaban aproximadamente el 55% de la varianza en la aptitud cognitiva y las influencias ambientales compartidas, alrededor del 35%. Entre las familias con ingresos más bajos, las proporciones eran en sentido inverso, 39% genéticas y 45% de entorno compartido”.
En una revisión exhaustiva, Rushton y Jensen (2010) criticaron el estudio de Capron y Duyme, argumentando que la elección de la prueba de CI y la selección de sujetos niños y adolescentes fue una mala elección, ya que proporciona una medida relativamente menos heredable. El argumento se basa en una forma fuerte de la hipótesis de Spearman, según la cual la heredabilidad de los distintos tipos de test de CI puede variar en función de su grado de correlación con el factor general de inteligencia (g); tanto los datos empíricos como la metodología estadística en relación con esta cuestión son objeto de activa controversia.
Un estudio realizado en 2011 por Tucker-Drob y sus colegas informó de que, a los 2 años, los genes representaban aproximadamente el 50% de la variación en la capacidad mental de los niños criados en familias de nivel socioeconómico alto, pero los genes representaban una variación insignificante en la capacidad mental de los niños criados en familias de nivel socioeconómico bajo. Esta interacción gen-ambiente no era evidente a la edad de 10 meses, lo que sugiere que el efecto emerge a lo largo del desarrollo temprano.
Un estudio de 2012 basado en una muestra representativa de gemelos del Reino Unido, con datos longitudinales sobre el CI desde los dos hasta los catorce años, no encontró pruebas de una menor heredabilidad en las familias de nivel socioeconómico bajo. Sin embargo, el estudio indicaba que los efectos del entorno familiar compartido sobre el CI eran generalmente mayores en las familias de nivel socioeconómico bajo que en las de nivel socioeconómico alto, lo que se traducía en una mayor varianza del CI en las familias de nivel socioeconómico bajo. Los autores señalaron que investigaciones anteriores habían arrojado resultados incoherentes sobre si el nivel socioeconómico modera o no la heredabilidad del CI. Sugirieron tres explicaciones para esta inconsistencia. En primer lugar, es posible que algunos estudios carecieran de la potencia estadística necesaria para detectar interacciones. En segundo lugar, el intervalo de edad investigado ha variado de un estudio a otro. Y en tercer lugar, el efecto del nivel socioeconómico puede variar según la demografía y el país.
Un estudio del King's College de Londres de 2017 sugiere que los genes explican casi el 50% de las diferencias entre que los niños tengan o no movilidad social.

### Entorno materno del feto
Un metaanálisis realizado por Devlin y colegas (1997) sobre 212 estudios anteriores evaluó un modelo alternativo de influencia ambiental y descubrió que se ajusta mejor a los datos que el modelo de entornos familiares utilizado habitualmente. Los efectos compartidos del entorno materno (fetal), que a menudo se consideran insignificantes, representan el 20% de la covarianza entre gemelos y el 5% entre hermanos, y los efectos de los genes se reducen en consecuencia, con dos medidas de heredabilidad inferiores al 50%. Sostienen que el entorno materno compartido puede explicar la sorprendente correlación entre los cocientes intelectuales de los gemelos, especialmente los de los gemelos adultos que se criaron separados. La heredabilidad del CI aumenta durante la primera infancia, pero sigue sin estar claro si se estabiliza después. Estos resultados tienen dos implicaciones: puede ser necesario un nuevo modelo sobre la influencia de los genes y el entorno en la función cognitiva; así como las intervenciones dirigidas a mejorar el entorno prenatal podrían dar lugar a un aumento significativo del CI de la población.

Bouchard y McGue revisaron la bibliografía en 2003, argumentando que las conclusiones de Devlin sobre la magnitud de la heredabilidad no difieren significativamente de los informes anteriores y que sus conclusiones sobre los efectos prenatales están en contradicción con muchos informes anteriores. Según afirman:
Chipuer et al. y Loehlin concluyen que es más importante el entorno postnatal que el prenatal. La conclusión de Devlin et al. (1997a) de que el entorno prenatal contribuye a la similitud del CI de los gemelos es especialmente notable dada la existencia de una extensa literatura empírica sobre los efectos prenatales. Price (1950), en una revisión exhaustiva publicada hace más de 50 años, argumentaba que casi todos los efectos prenatales en gemelos monocigóticos producían diferencias más que similitudes. A partir de 1950 la literatura sobre el tema era tan amplia que no se publicó la bibliografía completa. Finalmente se publicó en 1978 con 260 referencias adicionales. En ese momento, Price reiteró su conclusión anterior (Price, 1978). Las investigaciones posteriores a la revisión de 1978 refuerzan en gran medida la hipótesis de Price (Bryan, 1993; Macdonald et al., 1993; Hall y López-Rangel, 1996; véase también Martin et al., 1997, recuadro 2; Machin, 1996).

### Modelo Dickens y Flynn
Dickens y Flynn (2001) argumentaron que la cifra de heredabilidad incluye tanto un efecto directo del genotipo sobre el CI como también efectos indirectos en los que el genotipo modifica el entorno, afectando a su vez al CI. Es decir, los que tienen un CI más alto tienden a buscar entornos estimulantes que aumentan aún más el CI. El efecto directo puede ser inicialmente muy pequeño, pero los bucles de retroalimentación pueden crear grandes diferencias en el CI. En su modelo, un estímulo ambiental puede tener un efecto muy grande sobre el CI, incluso en adultos, pero este efecto también decae con el tiempo a menos que el estímulo continúe. Este modelo podría adaptarse para incluir posibles factores, como la nutrición en la primera infancia, que pueden causar efectos permanentes.
El efecto Flynn es el aumento de las puntuaciones medias en los test de inteligencia en aproximadamente un 0,3% anual, lo que se traduce en que la persona media actual obtiene 15 puntos más de CI en comparación con la generación de hace 50 años. Este efecto puede explicarse por un entorno generalmente más estimulante para todas las personas. Los autores sugieren que los programas destinados a aumentar el CI tendrían más probabilidades de producir ganancias de CI a largo plazo si enseñaran a los niños a replicar fuera del programa los tipos de experiencias cognitivamente exigentes que producen ganancias de CI mientras están en el programa y les motivan a persistir en esa replicación mucho después de haber abandonado el programa. La mayoría de las mejoras han permitido aumentar el razonamiento abstracto, las relaciones espaciales y la comprensión. Algunos científicos han sugerido que estos avances se deben a una mejor nutrición, mejor crianza y escolarización, así como a la exclusión de la reproducción de las personas menos inteligentes. Sin embargo, Flynn y un grupo de otros científicos comparten el punto de vista de que la vida moderna implica resolver muchos problemas abstractos, lo que conduce a un aumento de sus puntuaciones de CI.

### Influencia de los genes en la estabilidad del CI
Investigaciones recientes han puesto de manifiesto los factores genéticos que subyacen a la estabilidad y el cambio del CI. Los estudios de asociación del genoma completo han demostrado que los genes implicados en la inteligencia permanecen bastante estables a lo largo del tiempo. En concreto, en lo que respecta a la estabilidad del CI, “los factores genéticos mediaron la estabilidad fenotípica durante todo este periodo [de 0 a 16 años], mientras que la mayor parte de la inestabilidad de una edad a otra pareció deberse a influencias ambientales no compartidas”. Estos resultados se han reproducido ampliamente y se han observado en el Reino Unido, Estados Unidos, y los Países Bajos. Además, los investigadores han demostrado que los cambios naturales en el CI se producen en los individuos en momentos variables.

### Influencia de los genes de los padres que no se heredan
Kong informa de que “la crianza tiene un componente genético, es decir, los alelos de los padres afectan a los fenotipos de éstos y, a través de ellos, influyen en los resultados del hijo”. Estos resultados se obtuvieron mediante un metaanálisis del nivel educativo y las puntuaciones poligénicas de los alelos no transmitidos. Aunque el estudio se refiere al nivel educativo y no al cociente intelectual, ambos están estrechamente relacionados.

## Componente de capacidad espacial del CI
Se ha demostrado que la capacidad espacial es unifactorial (una única puntuación explica bien todas las capacidades espaciales) y que es heredable en un 69% en una muestra de 1367 parejas de gemelos de 19 a 21 años. Además, sólo el 8% de la capacidad espacial puede explicarse por factores ambientales compartidos, como la escuela y la familia. De la parte de la capacidad espacial determinada genéticamente, el 24% se comparte con la capacidad verbal (inteligencia general) y el 43% es específico de la capacidad espacial.

## Investigaciones de genética molecular
Un artículo de revisión de 2009 identificó más de 50 polimorfismos genéticos cuya asociación con la capacidad cognitiva se ha notificado en diversos estudios, pero señaló que el descubrimiento de reducidos tamaños de los efectos y la falta de replicación han caracterizado esta investigación hasta el momento. Otro estudio intentó replicar 12 asociaciones notificadas entre variantes genéticas específicas y la capacidad cognitiva general en tres grandes conjuntos de datos, pero descubrió que solo uno de los genotipos se asociaba significativamente a la inteligencia general en una de las muestras, un resultado esperado solo por el azar. Los autores llegaron a la conclusión de que la mayoría de las asociaciones genéticas con la inteligencia general de las que se había informado eran probablemente falsos positivos debidos al tamaño inadecuado de las muestras. Argumentando que las variantes genéticas comunes explican gran parte de la variación en la inteligencia general, sugirieron que los efectos de las variantes individuales son tan pequeños que se necesitan muestras muy grandes para detectarlos de forma fiable. La diversidad genética dentro de los individuos está fuertemente correlacionada con el CI.
Un nuevo método de genética molecular para estimar la heredabilidad calcula la similitud genética global (indexada por los efectos acumulativos de todos los polimorfismos de nucleótido único genotipados) entre todos los pares de individuos de una muestra de individuos no emparentados y, a continuación, correlaciona esta similitud genética con la similitud fenotípica entre todos los pares. Un estudio que utilizó este método estimó que los límites inferiores de la heredabilidad en sentido estricto de la inteligencia cristalizada y fluida son del 40% y el 51%, respectivamente. Un estudio de replicación en una muestra independiente confirmó estos resultados, con una estimación de la heredabilidad del 47%. Estos resultados son compatibles con la idea de que un gran número de genes, cada uno con un efecto pequeño, contribuyen a las diferencias en inteligencia.

## Correlaciones entre el CI y el grado de parentesco genético
La influencia relativa de la genética y el entorno en un rasgo puede calcularse midiendo la intensidad de la covariación de los rasgos en personas con una determinada relación genética (no emparentados, hermanos, gemelos fraternos o gemelos idénticos) y ambiental (criados o no en la misma familia). Un método consiste en considerar gemelos idénticos criados por separado, atribuyendo al genotipo cualquier similitud que exista entre esos pares de gemelos. En términos de estadísticas de correlación, esto significa que, teóricamente, la correlación de las puntuaciones de los test entre gemelos monocigóticos sería de 1,00 si la genética explicara por sí sola la variación en las puntuaciones de CI; del mismo modo, los hermanos y los gemelos dicigóticos comparten por término medio la mitad de los alelos y la correlación de sus puntuaciones sería de 0,50 si el CI se viera afectado únicamente por los genes (o mayor si existe una correlación positiva entre los CI de los cónyuges de la generación parental). En la práctica, sin embargo, la cota superior de estas correlaciones viene dada por la fiabilidad de la prueba, que es de 0,90 a 0,95 para las pruebas típicas de CI.
Si existe una herencia genética del CI, los familiares de una persona con un CI alto deberían presentar un CI comparativamente alto con una probabilidad mucho mayor que la población general. En 1982, Bouchard y McGue revisaron estas correlaciones en 111 estudios originales realizados en Estados Unidos. La correlación media de las puntuaciones de CI entre gemelos monocigóticos fue de 0,86; entre hermanos, de 0,47; entre medios hermanos, de 0,31 y entre primos, de 0,15.
La edición de 2006 de Assessing adolescent and adult intelligence, de Alan S. Kaufman y Elizabeth O. Lichtenberger, señala correlaciones de 0,86 para gemelos idénticos criados juntos, frente a 0,76 para los criados separados y 0,47 para hermanos. Estas cifras no son necesariamente estáticas. Al comparar los datos anteriores a 1963 con los de finales de la década de 1970, los investigadores DeFries y Plomin descubrieron que la correlación de CI entre padres e hijos que vivían juntos se redujo significativamente, de 0,50 a 0,35. Lo contrario ocurrió con los gemelos fraternos.
Cada uno de estos estudios presentados a continuación contiene estimaciones de sólo dos de los tres factores que son relevantes. Los tres factores son G (genética), E (repuesta ambiental) y GxE (interacción entre la genética y la respuesta ambiental). Dado que no existe la posibilidad de estudiar entornos iguales de forma comparable al uso de gemelos idénticos para la genética igual, el factor GxE no puede aislarse. Así pues, las estimaciones son en realidad de G+GxE y E. Aunque esto pueda parecer un sinsentido, se justifica por la suposición no declarada de que GxE=0. También ocurre que los valores que se muestran a continuación son correlaciones r y no r², proporciones de la varianza. Los números menores que uno son menores al cuadrado. El penúltimo número de la lista siguiente se refiere a menos del 5% de varianza compartida entre un padre y un hijo que viven separados.
Otro resumen:
- Misma persona (examinada dos veces a lo largo del tiempo): 0,85 o más[80]
- Gemelos idénticos criados separados: 0,86
- Gemelos idénticos criados aparte: 0,76
- Gemelos fraternos criados juntos: 0,55
- Gemelos fraternos criados separados: 0,35

- Hermanos biológicos criados juntos: 0,47
- Hermanos biológicos criados separados: 0,24
- Hermanos biológicos criados juntos (adultos): 0,24[81]
- Hijos no emparentados criados juntos (niños): 0,28
- Hijos no emparentados criados juntos (adultos): 0,04
- Primos: 0,15
- Padres e hijos que viven juntos: 0,42
- Padres e hijos que viven separados: 0,22
- Padres adoptivos e hijos que viven juntos: 0,19[82]

## Herencia entre grupos
En Estados Unidos, los individuos que se identifican como asiáticos suelen obtener puntuaciones más altas en las pruebas de CI que los caucásicos, que suelen obtener puntuaciones más altas que los hispanos, que suelen obtener puntuaciones más altas que los afroamericanos. Sin embargo, aunque se ha demostrado que las diferencias de CI entre individuos tienen un gran componente hereditario, no se deduce que las diferencias entre grupos en el CI medio tengan una base genética. De hecho, existe una mayor variación en las puntuaciones de CI dentro de cada grupo étnico que entre ellos. El consenso científico es que la genética no explica las diferencias medias en el rendimiento en las pruebas de CI entre grupos raciales. Cada vez hay más pruebas que indican que son los factores ambientales, y no los genéticos, los que explican la diferencia racial en el CI.
Los argumentos a favor de una explicación genética de las diferencias raciales en el CI medio son a veces falaces. Por ejemplo, algunos defensores de la heredabilidad han citado como prueba el fracaso de los factores ambientales conocidos para explicar tales diferencias, o la alta heredabilidad de la inteligencia dentro de las razas. Jensen y Rushton, en su formulación de la hipótesis de Spearman, argumentaron que las tareas cognitivas que tienen la mayor carga g son las tareas en las que la diferencia entre los examinados negros y blancos es mayor, y que esto apoya su opinión de que las diferencias raciales de CI son en gran parte genéticas. Sin embargo, en revisiones separadas, Mackintosh, Nisbett et al. y Flynn han llegado a la conclusión de que la ligera correlación entre la carga de g y la diferencia de puntuación en los test no ofrece ninguna pista sobre la causa de la diferencia. Otras revisiones tanto de los estudios de adopción como de los estudios de mezcla racial tampoco han encontrado pruebas de un componente genético detrás de las diferencias de CI a nivel de grupo.
Los argumentos de la heredabilidad para explicar las diferencias raciales en el CI también han sido criticados desde un punto de vista teórico. Por ejemplo, el genetista y neurocientífico Kevin Mitchell ha argumentado que las “diferencias genéticas sistemáticas en la inteligencia entre poblaciones grandes y antiguas” son “inherente y profundamente inverosímiles” porque el “constante movimiento de la variación genética va en contra de cualquier aumento o disminución a largo plazo de la inteligencia”. Según él, “para acabar con diferencias genéticas sistemáticas en la inteligencia entre poblaciones grandes y antiguas, las fuerzas selectivas que impulsan esas diferencias tendrían que haber sido enormes. Es más, esas fuerzas tendrían que haber actuado en continentes enteros, con entornos tremendamente diferentes y haber sido persistentes a lo largo de decenas de miles de años de tremendos cambios culturales”.
A favor de una explicación ambiental, por otra parte, numerosos estudios y revisiones han mostrado resultados prometedores. Entre ellos, algunos se centran en el cierre gradual de la brecha de CI entre blancos y negros en las últimas décadas del siglo XX, a medida que los examinados negros aumentaban sus puntuaciones medias en relación con los blancos. Por ejemplo, Vincent informó en 1991 de que la diferencia de CI entre blancos y negros estaba disminuyendo entre los niños, pero que se mantenía constante entre los adultos. Del mismo modo, un estudio de 2006 realizado por Dickens y Flynn estimó que la diferencia entre las puntuaciones medias de los negros y los blancos se redujo en unos 5 o 6 puntos de CI entre 1972 y 2002, una reducción de aproximadamente un tercio. En el mismo periodo, también disminuyó la disparidad en los logros educativos.
Las revisiones de Flynn y Dickens, Mackintosh y Nisbett et al. aceptan como un hecho el cierre gradual de la brecha. Otros estudios recientes se han centrado en las disparidades en la nutrición y la atención prenatal, así como en otras disparidades medioambientales relacionadas con la salud y han descubierto que estas pueden explicar las importantes diferencias de CI entre grupos de población. Otros estudios se han centrado en las disparidades educativas y han descubierto que la educación intensiva en la primera infancia y la preparación para los exámenes pueden reducir o eliminar las diferencias entre blancos y negros en las pruebas de CI. A la luz de estos resultados y otros similares, se ha llegado al consenso de que la genética no explica las diferencias en el rendimiento medio en las pruebas de CI entre grupos raciales.

## Lecturas complementarias
- Johnson, Wendy; Penke, Lars; Spinath, Frank M. (julio de 2011). «Understanding Heritability: What it is and What it is Not» [Comprender la heredabilidad: Qué es y qué no es]. European Journal of Personality (en inglés) 25 (4): 287-294. doi:10.1002/per.835.
- Johnson, Wendy (10 de junio de 2010). «Understanding the Genetics of Intelligence» [Comprender la genética de la inteligencia]. Current Directions in Psychological Science (en inglés) 19 (3): 177-182. doi:10.1177/0963721410370136.
- Scott Barry Kaufman (17 de octubre de 2013). «The Heritability of Intelligence: Not What You Think» [La heredabilidad de la inteligencia: No es lo que usted piensa] (en inglés). Scientific American. Consultado el 20 de octubre de 2013.
- Newson, Ainsley; Williamson, Robert (1999). «Should We Undertake Genetic Research on Intelligence?» [¿Deberíamos emprender una investigación genética sobre la inteligencia?]. Bioethics (en inglés) 13 (3-4): 327-342. doi:10.1111/1467-8519.00161.
- Plomin, Robert; DeFries, John C.; Valerie S., Neiderhiser; Neiderhiser, Jenae M. (24 de septiembre de 2012). Behavioral Genetics [Genética del comportamiento] (en inglés). Shaun Purcell (Anexo: Statistical Methods in Behavioral Genetics). Worth Publishers. ISBN 978-1-4292-4215-8. Consultado el 4 de septiembre de 2013.